# Attabeira Corona
Attabeira Corona est une corona, formation géologique en forme de couronne, située sur la planète Vénus par -1,5° S et 211,5° E. Elle est localisée dans le quadrangle de Taussig. Elle a été nommée en référence à Attabeira, déesse taïno (Porto Rico) de la fertilité. 

## Géographie et géologie
Attabeira Corona couvre une surface circulaire d'environ 240 km de diamètre. 